# Diritti LGBT in Giappone
In Giappone l'attività omosessuale è perfettamente lecita e ammessa, sebbene a livello sociale essa sia spesso ancora tenuta nascosta; legalizzata nel 1880, dopo un breve periodo di repressione, con l'introduzione del codice napoleonico.
Non esiste alcuna legge specifica contro l'omosessualità, ma non vi è neppure un completo riconoscimento giuridico delle relazioni omosessuali; le famiglie composte da coppie dello stesso sesso non hanno protezioni legali paritarie rispetto a quelle eterosessuali.
All'interno dell'espressione tradizione e culturale nipponica non vi è mai stata una storia di ostilità contro le persone LGBT: le maggiori religioni presenti da sempre (shintoismo e buddhismo) non hanno mai né condannato né tanto meno perseguitato gli omosessuali.
Un recente sondaggio indica che il 54% dei cittadini ha convenuto che l'identità omosessuale dovrebbe esser accettata dalla società, mentre il 46% si trova in disaccordo, con una gran differenza d'età (con generazioni più giovani che si trovano a esser di gran lunga maggiormente a favore).
Anche se la gran parte dei partiti politici non si è mai apertamente schierata pro o contro il riconoscimento dei diritti LGBT, vi sono vari esponenti apertamente gay suddivisi tra le loro file. Infine, sebbene non a livello nazionale, la discriminazione sulla base dell'orientamento sessuale è espressamente vietata in alcune città.
A Tokyo dal 2012 si tiene ogni anno il Pride, con un numero di partecipanti che aumenta di anno in anno. Un sondaggio del 2015 ha mostrato che la maggioranza dei giapponesi è a favore della legalizzazione del matrimonio omosessuale.

## Storia
Non vi è inoltre mai stato alcun divieto religioso esplicito di natura morale contro l'identità omosessuale, né da parte della religione storica tradizionale, lo Shinto; né da parte di quelle "importate" successivamente dalla Cina, ovvero Buddhismo e Confucianesimo.
Culturalmente l'omosessualità era presente in forma radicata all'interno dell'etica dei samurai (tra maestro e allievo) attraverso la pratica guerriera dello shudō

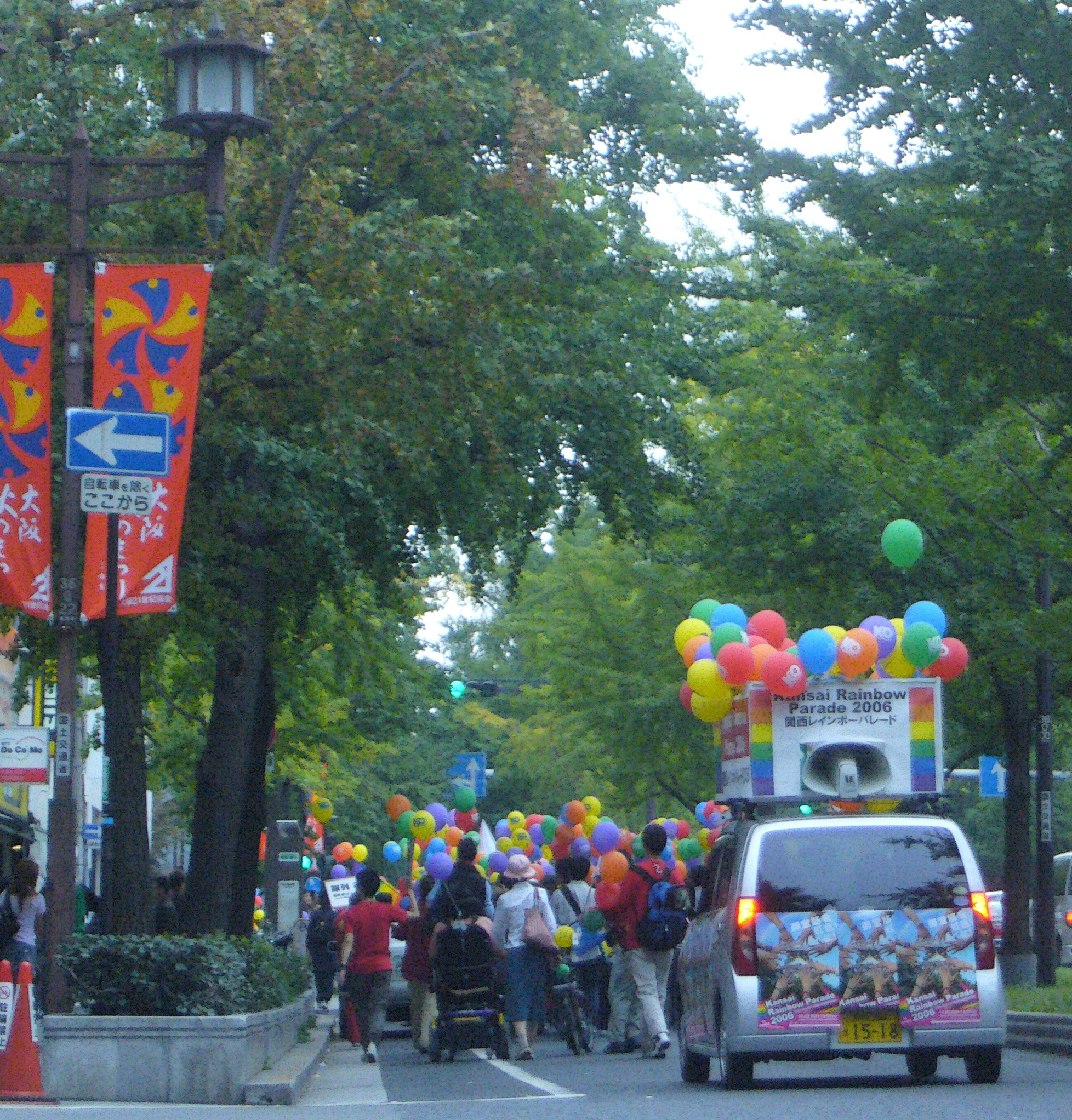
Primo Gay Pride di Osaka, 2006

L'unico brevissimo periodo in cui la "pratica della sodomia" venne criminalizzata è stato dal 1873 al 1880, nei primi anni del periodo Meiji, come tentativo per rispettare le convinzioni da poco introdotte dalla cultura occidentale europea.
Ma questa disposizione venne abrogata in conformità al codice napoleonico adottato subito dopo. Da allora in poi il paese non ha più avuto alcuna legislazione restrittiva nei confronti degli atti e delle relazioni sessuali tra persone dello stesso sesso.

## Età del consenso e legislazione
L'età del consenso in Giappone è fissata, come regola generale, a 13 anni (per confronto: l'età per avere la patente è fissata a 18, mentre si diventa maggiorenni a 20) sia per i rapporti eterosessuali sia per quelli omosessuali: tuttavia ogni regione-prefettura ha stilato delle proprie regole particolari, ad esempio a Tokyo è vietato agli adulti intrattenere rapporti sessuali con persone di età inferiore ai 17 anni.
La legge contro la prostituzione del 1958 vieta solamente l'effettivo-"pratico" rapporto sessuale, o il mercato sessuale controllato dalla criminalità organizzata: tale legge definisce il rapporto sessuale vaginale come la "vera" condotta sessuale, dunque la prostituzione che coinvolga il sesso anale od orale non è proibita direttamente.

## Diritti civili e leggi antidiscriminatorie
Durante il primo decennio del XXI secolo il Giappone è vissuto in una specie di "limbo legale" per quanto riguarda i diritti civili garantiti dallo Stato: oggi come oggi non esistono leggi a livello nazionale che proteggano da eventuali discriminazioni sul luogo di lavoro, così come non esiste alcuna possibilità di ricorso legale quando ci si trovi ad affrontare questo genere di discriminazione in settori come la scuola, l'assistenza sanitaria, il servizio bancario o l'alloggio.
Bisogna tuttavia anche notare che casi di discriminazione basati sulle preferenze sessuali sono e rimangono relativamente rari: insegnanti gay, lesbiche o transgender possono tranquillamente svolgere il loro lavoro a tutti i livelli d'istruzione senza che la loro sessualità possa in alcun modo creare problemi.
Allo stesso modo quando venne chiesto ai vertici delle forze militari nipponiche qual era la loro posizione riguardo a gay e lesbiche, a seguito del dibattito sui gay nell'esercito in USA durante l'amministrazione Clinton, risposero molto tranquillamente che per loro non sussisteva alcun problema e che le persone gay all'interno dell'esercito non avevano mai creato problemi o portato a scontri ideologici interni, non essendovi mai stato alcun ostacolo al loro inserimento nelle forze armate.
La costituzione giapponese promette e garantisce parità di diritti a tutti i suoi cittadini indistintamente: quest'interpretazione fondante della prima carta dello Stato stronca sul nascere ogni tentativo di discriminazione verso una qualsiasi categoria di persone presente nel suo territorio.

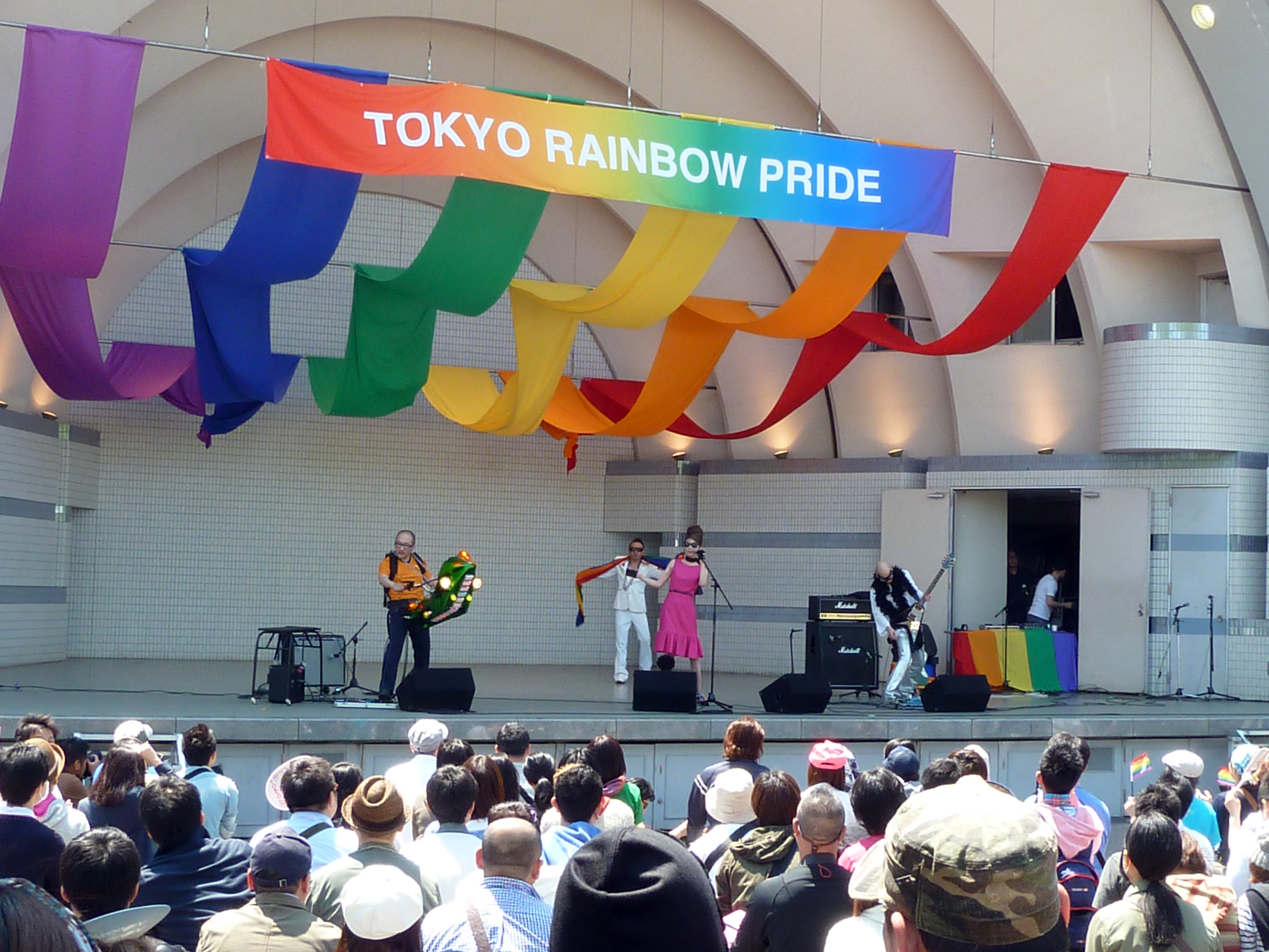
Pride a Tokyo nel 2013.

Tuttavia, non essendo riconosciute civilmente le relazioni di coppia omosessuali, se e quando si verificano casi di violenza fisica, sessuale e/o psicologica da parte di uno dei partner nei confronti dell'altro, ecco che non scatta alcuna protezione legale in quanto vengono di fatto esclusi dalla legge "per la prevenzione della violenza coniugale e per la protezione delle vittime", e in generale mancano associazioni organizzate sul territorio che possano offrire aiuto e sostegno a chi ne abbia necessità.
Mentre una legge apposita per le pari opportunità è stata rivista e aggiornata diverse volte negli anni per affrontare la discriminazione sessuale e le molestie sul posto di lavoro nei confronti delle donne, il governo, fino al 2010, ha sempre rifiutato di estendere questa legge per combattere la discriminazione nei confronti del genere o dell'identità sessuale.
La prima causa vinta da un movimento apertamente gay e lesbico (l'OCCUR) è stato nel 1990, contro una direttiva del governo cittadino della capitale che voleva proibire i giovani omosessuali di poter usufruire degli ostelli della gioventù e altre istituzioni similari; ciò viene citato come un caso riguardante i diritti civili e a seguito di tale fatto il comune di Tokyo ha approvato una legislazione che vieta la discriminazione sui luoghi di lavoro basata sull'identità sessuale.
A partire dal 2003 la maggiore agenzia abitativa gestita direttamente dal governo centrale (Urban Renaissance Agency-公団住宅) permette alle coppie omosessuali (che si presentano e si dichiarano come tali) di partecipare alle graduatorie per l'assegnazione d'alloggi allo stesso identico modo delle coppie sposate eterosessuali. Ciò ha aperto la strada ad altre iniziative, tra cui quella della prefettura di Osaka che dal 2005 ha permesso alle coppie dello stesso sesso di prendere in affitto unità abitative governative.
Nel 2008 è stata approvata una legge che permette alle persone transgender, se lo vogliono, di ottenere il cambio legale di sesso sui documenti che le riguardano.
Nel 2013 il quartiere di Osaka Yodogawa-ku è diventato il primo distretto amministrativo a impartire ai suoi impiegati e al proprio personale in generale una formazione professione volta, tra l'altro, a una maggior comprensione nei riguardi dei diritti LGBT. Nel luglio 2015 si è aggiunta anche la città di Naha.
Nel 2017, il Ministero dell'educazione ha aggiunto l'orientamento sessuale e l'identità di genere alla sua politica nazionale antibullismo. Tale politica stabilisce che le scuole dovrebbero prevenire il bullismo degli studenti basato sull'orientamento sessuale o l'identità di genere "promuovendo una adeguata conoscenza degli insegnanti circa l'orientamento sessuale e l'identità di genere e allo stesso tempo impegnandosi a dare informazioni sulle misure necessarie alla scuola circa tale materia".

## Sostegno politico

La bandiera arcobaleno adattata a quella giapponese

Le questioni riguardanti i diritti LGBT sono ancora raramente discusse o dibattute pubblicamente, e la maggior parte degli esponenti dei partiti politici non si è mai espressa al riguardo, non prendendo alcuna posizione formale né a favore né contro.
Nel 2001 il Consiglio per la promozione dei diritti umani, sotto l'egida del Ministero della Giustizia, ha raccomandato che l'orientamento sessuale venga inserito nel codice dei diritti civili della nazione, ma il parlamento s'è rifiutato di adottare la raccomandazione.
Nel 2003 Aya Kamikawa è diventata la prima politica apertamente transgender (e poi transessuale) a essere eletta nelle cariche pubbliche: inizialmente indipendente entrò poi nel Partito verde, per correre quindi per un posto al parlamento nazionale nelle liste del Partito Democratico del Giappone.
Nel 2005 Kanako Otsuji, del parlamento regionale di Osaka, è diventata la prima politica a esser invitata formalmente al Tokyo Gay Pride Festival.
Nel 2011 Taiga Ishikawa è diventato il primo candidato apertamente gay a essere eletto a una carica governativa: nato nel 1974, fece pubblicamente coming out con il suo libro intitolato Where is my boyfriend uscito nel 2003, e a partire da allora fa da supervisore a un'organizzazione no profit che sponsorizza eventi sociali e culturali riguardanti la comunità omosessuale giapponese.
Nel 2013 è diventata parlamentare la prima attivista lesbica, Kanako Otsuji di 38 anni, mentre durante la settimana dedicata alle manifestazioni del Gay Pride 2014 Akie Abe, moglie del primo ministro ha dato il suo sostegno partecipando attivamente; nel frattempo tramite il proprio ambasciatore gli Stati Uniti continuano a fare pressioni perché l'alleato conceda più diritti legali a gay, bisex e lesbiche.
Alle elezioni della Camera dei consiglieri del 2016, il partito conservatore Democratico liberale conservatore al governo ha incluso nella sua piattaforma "promuovere la conoscenza della diversità sessuale", una mossa che sarebbe stata impensabile in passato e che, secondo il parlamentare Gaku Hashimoto, deve in parte essere attribuita all'esigenza di migliorare l'immagine internazionale del paese in vista delle Olimpiadi estive del 2020 a Tokyo. 

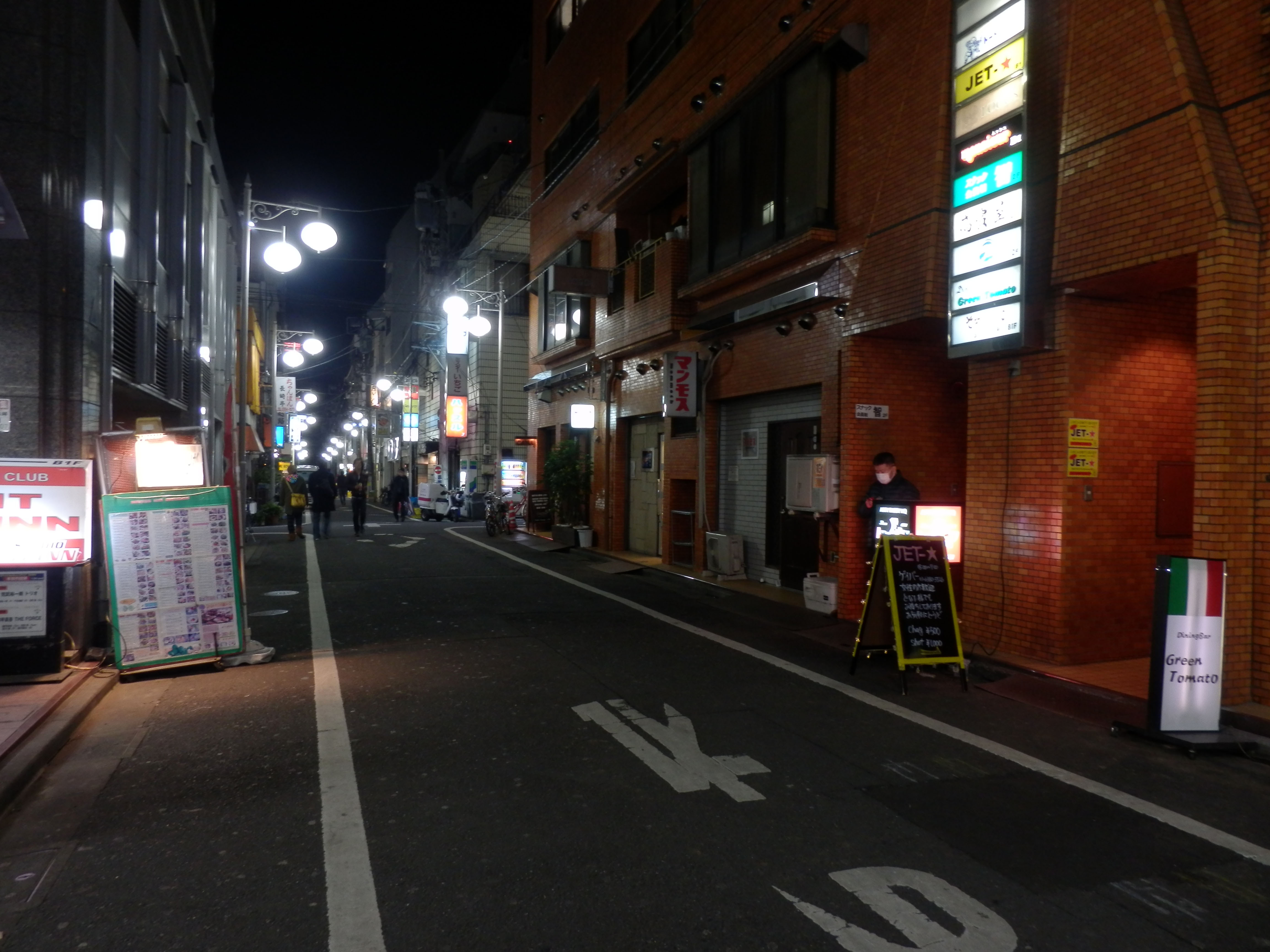
Notte a Shinjuku, uno dei quartieri di Tokyo in cui si trovano in maggior numero i locali gay.

Nel marzo 2017, Tomoya Hosoda è stato eletto all'assemblea Iruma, nella prefettura di Saitama. Hosoda è ritenuto essere il primo uomo apertamente transessuale ad essere eletto ad una carica pubblica al mondo.
Durante le elezioni generali nazionali del 2017, il nuovo Partito della Speranza del governatore di Tokyo Yuriko Koike ha inserito l'eliminazione della discriminazione LGBT nel suo manifesto.

## Matrimonio
L'art. 24 della costituzione giapponese stabilisce che "il matrimonio deve essere basato solo sul mutuo consenso di entrambi i sessi e deve essere mantenuto attraverso una mutua cooperazione basata sugli stessi diritti del marito e della moglie".
Sulla base di ciò gli articoli 731-737 del codice civile giapponese restringono il matrimonio alle sole coppie di sesso opposto. Coppie dello stesso sesso non possono sposarsi e a loro non sono riconosciuti i diritti derivanti dal matrimonio. Inoltre, matrimoni omosessuali celebrati all'estero non sono legalmente riconosciuti in Giappone e le persone omosessuali non possono ottenere il visto per il loro partner straniero.
Da marzo 2009 il Giappone ha intenzione di permettere ai cittadini giapponesi omosessuali di sposarsi nei paesi in cui i matrimoni tra persone dello stesso sesso sono legali. Il ministro della giustizia ha ordinato alle autorità locali di emettere appositi certificati, in cui si affermi che la persona è celibe e ha la capacità giuridica, a individui aventi l'intenzione di unirsi in matrimonio in paesi in cui ciò è consentito.
Nonostante il matrimonio omosessuale non sia legalmente riconosciuto in Giappone, permettere ai propri cittadini omosessuali di unirsi in matrimonio all'estero è stato visto come un primo passo verso un'eventuale legalizzazione dei matrimoni omosessuali in Giappone.
Nel febbraio 2015, il distretto di Shibuya (Tokyo) ha annunciato un piano per la procedura di riconoscimento delle coppie omosessuali per situazioni come le visite ospedaliere e l'affitto congiunto di appartamenti. Questa procedura permetterà alle coppie di ottenere una "prova di relazione", non basata sulla legge giapponese, ma di aiuto nell'ottenere, per esempio, accesso al partner malato che si trovi in ospedale. L'iniziativa di Shibuya è considerata un passo importante verso i diritti omosessuali in Giappone.
A luglio 2015, Setagaya (Tokyo) ha annunciato che si unirà a Shibuya nel riconoscimento delle coppie omosessuali dal novembre dello stesso anno. Da quel momento, le città di Iga, Takarazuka, Naha, Sapporo, Fukuoka e Osaka hanno iniziato ad emettere certificati di relazione alle coppie omosessuali.

## Adozioni e diritti genitoriali
In Giappone le coppie omosessuali non possono legalmente adottare. Le coppie lesbiche e le donne single, inoltre, non possono accedere a pratiche di inseminazione artificiale e di fecondazione in vitro.
Dall'aprile 2017, primo caso in Giappone, Osaka permette ufficialmente alle coppie omosessuali di essere riconosciute come famiglia affidataria.

## Media e cultura LGBT
Mentre le rappresentazioni degli omosessuali nei media giapponesi tendono a esser caricature sulla base di stereotipi comportamentali, tra cui la realtà sadomaso pubblicizzata dal comico Masaki Sumitani, ex wrestler professionista e tarento, vi sono diversi esempi di donne transessuali e travestiti con uno status di popolarità e celebrità a livello nazionale, uno fra tutti Matsuko Deluxe.
Altresì noti sono anche le attrici trans Miki Misuasa e Hime Tsukino.

### Nel cinema
La cinematografia nipponica ha una lunga e affermata tradizione, rispetto alla maggior parte degli altri paesi asiatici, di rappresentazioni dell'amore omosessuale, grazie anche ai molti live action ispirati a manga e/o anime di genere Yaoi e Shōnen'ai (soprattutto rivolti a un pubblico femminile e riferito a relazioni sentimentali tardo-adolescenziali). Tra i film che più hanno raccolto consenso di critica e pubblico ci sono:
- 1988: 1999 nen no natsu yasumi
- 1996: Nagisa no Shindobaddo
- 1998: Blues Harp
- 1999: Tabù - Gohatto
- 2000: Love/Juice
- 2001: Blue
- 2001: Hush!
- 2003: Lovers' Kiss
- 2006: Love My Life (manga)
- 2006: Big Bang Love, Juvenile A
- 2006: Boys Love
- 2007: Sukitomo
- 2007: Ai no kotodama
- 2007: Itsuka no kimi e
- 2007-11: I cinque film relativi alla serie Takumi-kun
- 2007: Hatsu-koi
- 2007: Ren'ai Shindan (2 episodi)
- 2008: Love Exposure
- 2008: Kindan no koi
- 2008: Taiikukan Baby
- 2008: Bokura no ai no kanade
- 2008: Kizumono
- 2009: Boku no Kareshi wo Shokai Shimasu
- 2010: Maria-sama ga miteru
- 2010: Junjō
- 2010: Parēdо
- 2012: Fujimi-nichōme kōkyō gakudan
- 2015: Seven Days: Monday - Thursday
- 2015: Seven Days: Friday - Sunday

### Nei manga
Nel vasto panorama della produzione con tematiche omosessuali, siano esse yuri o yaoi, raramente i fumetti esprimono realtà concrete o si rivolgono esplicitamente a un pubblico gay; tra le autrici si distingue Sachiko Takeuchi, dichiaratamente lesbica e attiva soprattutto in reportage a fumetti sulla vita di un'omosessuale in Giappone.

## Tabella riassuntiva
| Atti omosessuali legali                                                                                              | (dal 1880; illegale solo dal 1873 al 1880, prima non v'erano mai state leggi che proibivano le relazioni tra persone dello stesso sesso.)                                                   |
| Pari età del consenso                                                                                                | (dal 1880) |
| Leggi anti discriminatorie sul posto di lavoro                                                                       | / (a Tokyo) |
| Leggi anti discriminatorie sulla fornitura di beni e servizi                                                         | / (a Shibuya , Tokyo) |
| Leggi anti discriminatorie in tutti gli altri settori (inclusa la discriminazione indiretta e le espressioni d'odio) | No |
| Matrimonio omosessuale                                                                                               | (Vengono riconosciuti i matrimoni omosessuali celebrati all'estero). |
| Riconoscimento delle coppie dello stesso sesso                                                                       | (Alcune prefetture e città emettono certificazioni di relazione alle coppie dello stesso sesso ma non hanno alcun valore legale, anche se permettono l'accesso ad alcuni limitati benefici) |
| Adozione da parte di coppie dello stesso sesso                                                                       | No |
| Permesso di servire nelle forze armate                                                                               | Si |
| Diritto di cambiare genere legalmente                                                                                | (dal 2004, ma con alcune restrizioni: sottoporsi ad intervento chirurgico e sterilizzazione e non avere figli minori di 20 anni)                                                            |
| Terapia di conversione per adulti e bambini vietata                                                                  | No |
| Maternità surrogata                                                                                                  | No |
| Accesso alla fecondazione in vitro per le lesbiche                                                                   | No |
| Permesso di donare il sangue                                                                                         | / (dopo 6 mesi dall'ultimo rapporto sessuale) |